# كوي غون جين

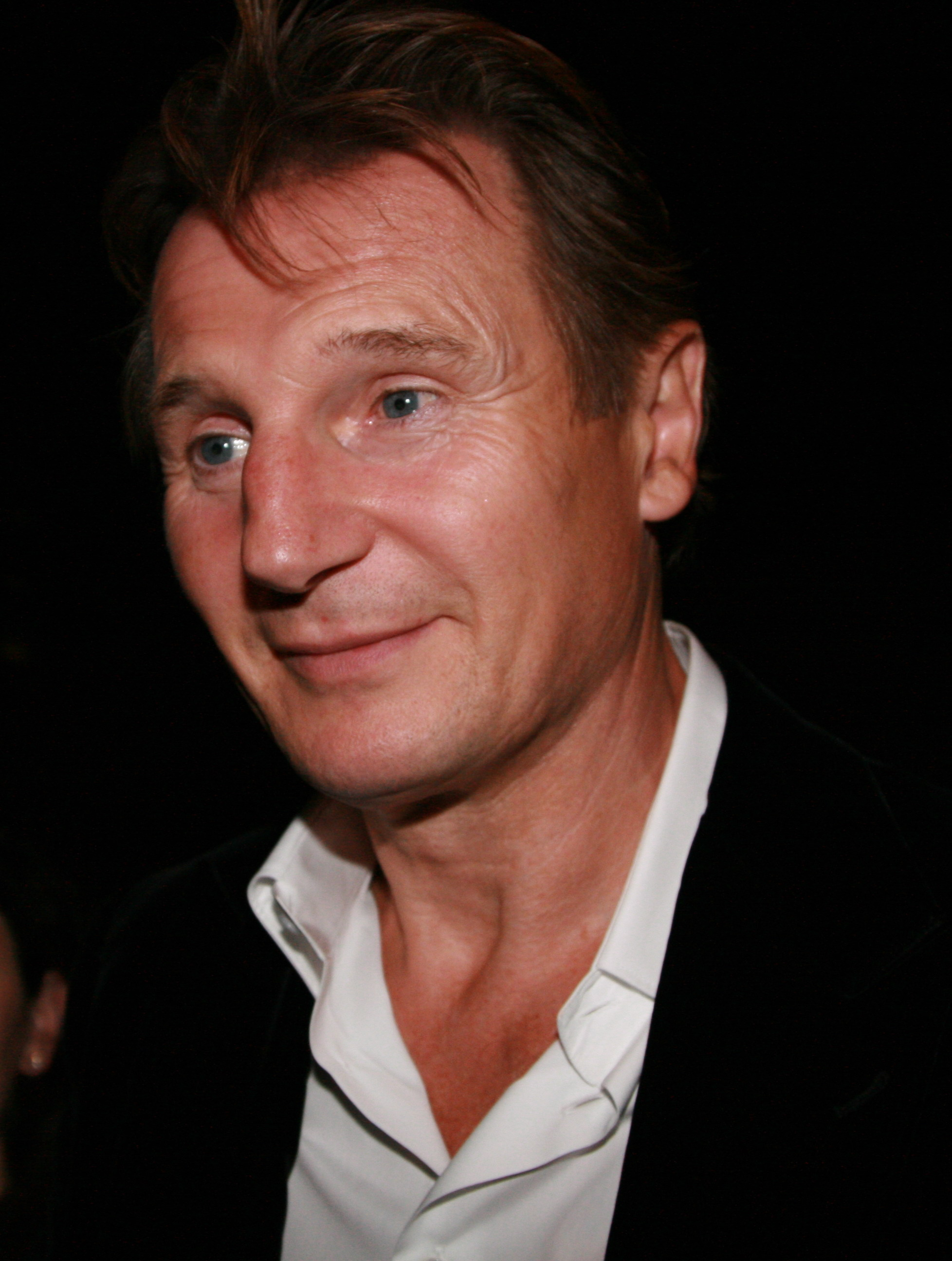
ليام نيسون

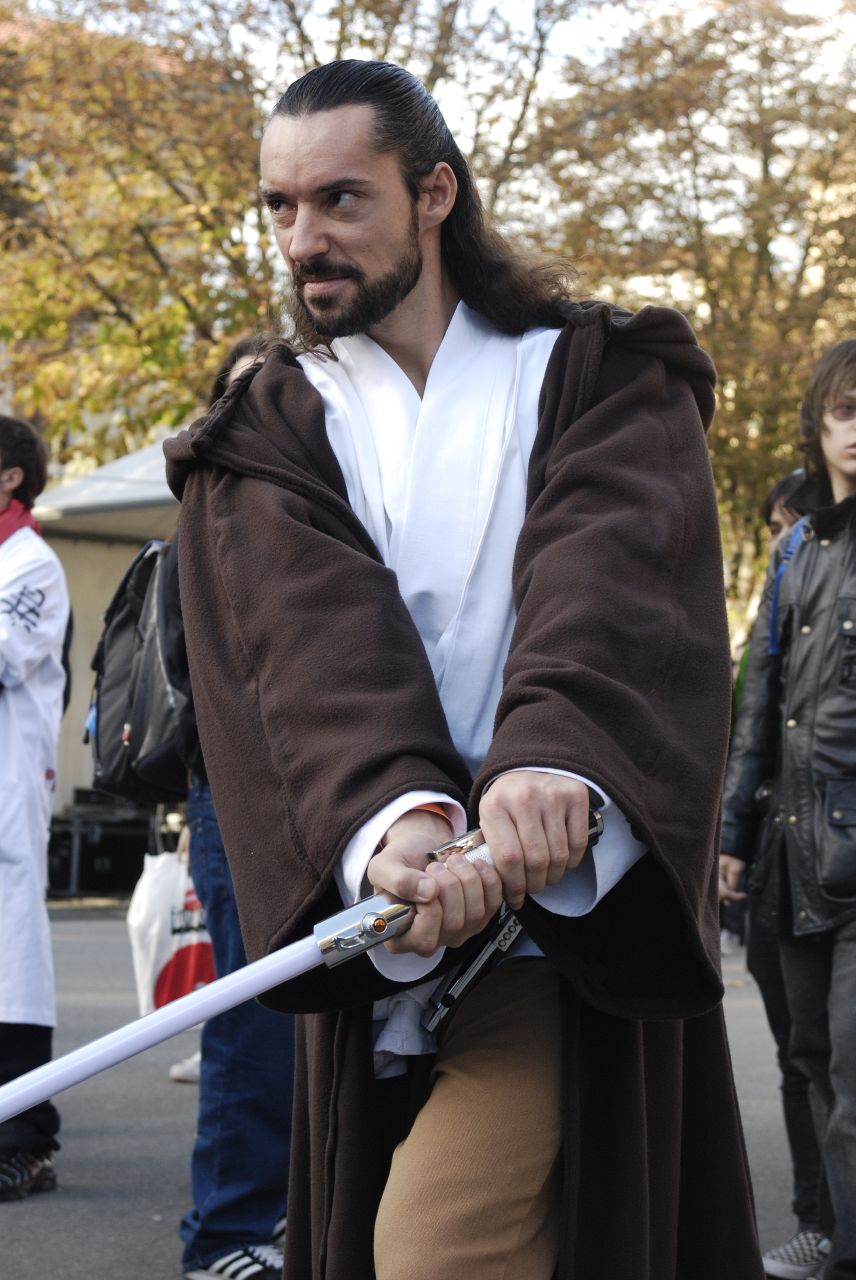
شخص بزي كوي غون جين

كوي غون جين Qui-Gon Jinn هو شخصية خيالية في عالم حرب النجوم، ومثل دوره ليام نيسون. وهو أحد الشخصيات الأساسية في الحلقة الأولى تهديد الشبح، وهو معلم أوبي وان كينوبي وهو الذي اكتشف أناكين سكاي ووكر.

## التصوير

### تهديد الشبح
ظهر كوي غون في الحلقة الأولى: تهديد الشبح، وهو أحد أسياد الجيداي الحكماء والأقوياء وهو معلم أوبي وان كينوبي الشاب. يؤمن كوي غون أن عيش اللحظة هو أنسب طريقة لاعتناق القوة. ورغم أنه أحد أقوى أسياد الجيداي ويحظى باحترام العديد من أقرانه، فليس له مقعد في مجلس الجيداي، لأن أساليبه غير التقليدية لا تعجب باقي الأسياد.
يتم إرسال كوي غون مع تلميذه كسفراء لكوكب نابو لحل الأزمة السياسية هناك. حيث قام اتحاد التجارة الفاسد بحصار الكوكب ردا على قوانين الضرائب. وبعد وصولهم بفترة تتعرض سفينتهم للهجوم وينجحون في الهرب.
يقوم كوي غون بإنقاذ حياة جار جار بينكس، الذي ظل مدينا له. يوافق جار جار على أخذ الجيداي إلى مدينته التي تقع تحت الماء، ويمنحه رئيسها إذن العبور إلى عاصمة الكوكب. قام كوي غون هناك بإنقاذ الملكة بادمي أميدالا وهرب من الكوكب متجاوزين حصار الاتحاد، لكن سفينتهم تتعرض للقصف ويضطرون للهبوط على كوكب تاتوين الصحراوي لإصلاح السفينة.
على تاتوين، التقى كوي غون بالعبد الصغير أناكين سكاي ووكر. أحس كوي غون بالقوة داخله، كما أحس أنه «المختار» الذي ذكرته نبوءات الجيداي. قام كوي غون بتحرير أناكين من العبودية بأن ربح رهان سباق العربات مع سيده واتو. لكن في رحلة العودة، وجدوا أمامهم الشرير دارث مول، فاستطاع كوي غون أن يشغله في الوقت الذي هرب فيه أصدقاؤه.
وصل كوي غون إلى كوكب كوروسكانت، حيث أخبر مجلس الجيداي أنه يرى أن أناكين هو «المختار». لكن بعد اختباره رفضوا أن تدريبه بحجه أنه كبير على التدريب، كما قال يودا أن مستقبل الصبي ملبد بالغيوم. احتج كوي غون على قرار المجلس وقال أنه سيتخذ أناكين تلميذا لأن أوبي وان مستعد لتلقي الاختبارات. ثم أُمر بعدها أن يعود مع أميدالا ليحرر نابو من سيطرة اتحاد التجارة. التقى كوي غون هناك بدارث مول ودارت بينهما معركة انتهت بمقتل كوي غون على يد غريمه، الذي مات هو الآخر على يد أوبي وان.
في لحظاته الأخيرة، طلب كوي غون من تلميذه أوبي وان أن يدرب أناكين على طرق الجيداي. بعد ذلك، تم حرق جسد كوي غون في جنازة جيداي تقليدية.

### العالم الموسع

#### متدرب الجيداي
تم وصف حياة كوي غون قبل فيلم تهديد الشبح في سلسلة روايات متدرب الجيداي.
- في رواية القوة الصاعدة (تقع أحداثها قبل 12 عاما من فيلم تهديد الشبح)، يقوم يودا بتشجيعه ليقوم بتدريب تلميذ جديد، بعد فشل تلميذه السابق زاناتوس الذي تحول إلى الجانب المظلم من القوة. يرى كوي غون أمامه التلميذ الصغير أوبي وان ويلاحظ مهارته في استخدام السيف، لكنه يرفض تدريبه لأنه لا يتحكم بأعصابه. انطلق كوي غون بعدها بفترة إلى كوكب باندومير في مهمة هناك، والتقى في رحلته بأوبي وان الذي كان ذاهبا للعمل في المزارع هناك. خلال الرحلة اتحد الاثنان لهزيمة المنظمة الإجرامية في الكوكب واستطاعا أن يحلا خلافاتهما.[2]
- في رواية المنافس المظلم، يكتشف كوي غون أن المنظمة الإجرامية يترأسها تلميذه السابق زاناتوس، فقام بإرسال أوبي وان للتفاوض معه دون أن يدري أن زاناتوس ينوي قتل كوي غون. تبارز كوي غون مع زاناتوس وهزمه قبل أن يهرب زاناتوس بعيدا. أدرك كوي غون إمكانيات أوبي وان وقبل أن يدربه ليصبح من الجيداي.[3]
- في رواية المعبد الأسير، يهاجم زاناتوس معبد الجيداي ويحاول أن يغتال يودا، لكن كوي غون استطاع أن يحبط خططه.[4]
- في رواية يوم الحساب، يقوم كوي غون وتلميذه بمطاردة زاناتوس إلى كوكبه الأصلي، وورفض زاناتوس الاستسلام بعد هزيمته وفضل الانتحار.[5]

#### ألعاب الفيديو
ظهر كوي غون في العديد من ألعاب الفيديو، وأهمها اقتباس لعبة الفيديو عن الحلقة الأولى تهديد الشبح. ومن الألعاب الأخرى أيضا حرب النجوم: معارك قوة الجيداي، حرب النجوم: أوبي وان، ليغو حرب النجوم.

## الإنتاج
ذكر المخرج جورج لوكاس أنه استوحى فكرة كوي غون جين في مرحلة ما قبل الإنتاج. وكان لوكاس يحاول جعله أصغر سنا في مقابل أن يجعل أوبي وان أكبر منه سنا. فكر لوكاس أن يعطي الدور لممثل أمريكي، لكنه أعطاه في النهاية للممثل الأيرلندي الشمالي ليام نيسون لأنه يعتبر أن لدى نيسون مهارة وحضور كبيرين، واصفا إياه بأنه «ممثل كبير، وسيقتدي به الممثلون الآخرون، ويمتلك المواصفات والقوة التي تتطلبها الشخصية». في البداية، خطط لوكاس غون أن يكون للشخصية شعر أبيض طويل، ولكن ألغيت هذه الفكرة وتم تصويره في الفيلم بشعر بني طويل. وفي العديد من مشاهد القتال في الفيلم، بما فيها مبارزات سيوف الليزر، قام الممثل البريطاني أندرو لودن بلعب دور بديل نيسون.